# Lijst van presidenten van Noord-Macedonië
De president van Noord-Macedonië (van 1991 tot 2019 bekend als de (Voormalige Joegoslavische) Republiek Macedonië), wordt rechtstreeks gekozen door de kiezers voor een periode van vijf jaar. Dezelfde persoon kan eenmaal worden herkozen.

## Overzicht
| President | President                          | Ambtstermijn                        | Partij     | Partij | Verkiezing |
| --------- | ---------------------------------- | ----------------------------------- | ---------- | ------ | ---------- |
|           | Kiro Gligorov (1917–2012)          | 27 januari 1991 - 19 november 1999  | Partijloos |        |            |
| 1994      | Kiro Gligorov (1917–2012)          | 27 januari 1991 - 19 november 1999  | Partijloos |        |            |
|           | Savo Klimovski (waarnemend)        | 19 november 1999 - 15 december 1999 | DA         |        |            |
|           | Boris Trajkovski (1956–2004)       | 15 december 1999 - 26 februari 2004 | VMRO-DPMNE |        | 1999       |
|           | Ljupčo Jordanovski (waarnemend)    | 26 februari 2004 - 12 mei 2004      | SDSM       |        |            |
|           | Branko Crvenkovski (1962)          | 12 mei 2004 - 12 mei 2009           | SDSM       |        | 2004       |
|           | Gjorge Ivanov (1960)               | 12 mei 2009 - 12 mei 2019           | VMRO-DPMNE |        | 2009       |
| 2014      | Gjorge Ivanov (1960)               | 12 mei 2009 - 12 mei 2019           | VMRO-DPMNE |        |            |
|           | Stevo Pendarovski (1963)           | 12 mei 2019 - 12 mei 2024           | SDSM       |        | 2019       |
|           | Gordana Siljanovska-Davkova (1953) | 12 mei 2024 - heden                 | VMRO-DPMNE |        | 2024       |